# Ли (округ, Нью-Мексико)
Ли (англ. Lea County) — округ в штате Нью-Мексико, США. Административный центр — Ловингтон, самый крупный город — Хобс. По данным переписи за 2010 год число жителей округа составляло 64 725 человек. Округ был создан в 1917 году.

## География
Расположен в юго-восточной части штата. По данным Бюро переписи населения США округ Ли имеет общую площадь в 11 380 квадратных километра, из которых 11 373 кв. километра занимает земля и 7 кв. километра — вода.

## История
Округ Ли был создан из территорий округов Эдди и Чавес в 1917 году через пять лет после принятия штата в США и назван в честь капитана Джозефа Ли. Капитан был первым мэром города Росвелл и основателем Военного института Нью-Мексико. В 1928 году в округе нашли значительное месторождение нефти и газа, что привело к резкому росту населения.

## Население
| Год переписи | Нас.  |  | %±     |
| ------------ | ----- |  | ------ |
| 1920         | 3545  |  | —      |
| 1930         | 6144  |  | 73,3%  |
| 1940         | 21154 |  | 244,3% |
| 1950         | 30717 |  | 45,2%  |
| 1960         | 53429 |  | 73,9%  |
| 1970         | 49554 |  | −7,3%  |
| 1980         | 55993 |  | 13%    |
| 1990         | 55765 |  | −0,4%  |
| 2000         | 55511 |  | −0,5%  |
| 2010         | 64727 |  | 16,6%  |
| 2016         | 69749 |  | 7,8%   |

В 2010 году на территории округа проживал 64 727 человек (из них 51,1 % мужчин и 48,9 % женщин), насчитывалось 22 236 домашних хозяйства и 16 260 семей. Расовый состав: белые — 75,0 %, афроамериканцы — 4,1 %, коренные американцы — 1,2 %, азиаты — 0,5 и представители двух и более рас — 2,6 %. 51,1 % населения были латиноамериканцами.
Население округа по возрастному диапазону по данным переписи 2010 года распределилось следующим образом: 29,4 % — жители младше 18 лет, 4,4 % — между 18 и 21 годами, 55,4 % — от 21 до 65 лет и 10,8 % — в возрасте 65 лет и старше. Средний возраст населения — 31,9 год. На каждые 100 женщин в Ли приходилось 104,3 мужчин, при этом на 100 совершеннолетних женщин приходилось уже 104,5 мужчин сопоставимого возраста.
Из 22 236 домашних хозяйств 73,1 % представляли собой семьи: 52,8 % совместно проживающих супружеских пар (23,8 % с детьми младше 18 лет); 8,3 % — женщины, проживающие без мужей и 4,0 % — мужчины, проживающие без жён. 26,9 % не имели семьи. В среднем домашнее хозяйство ведут 2,82 человека, а средний размер семьи — 3,3 человека. В одиночестве проживали 22,6 % населения, 8,6 % составляли одинокие пожилые люди (старше 65 лет).

## Экономика
В 2015 году из 49 654 трудоспособных жителей старше 16 лет имели работу 29 340 человек. При этом мужчины имели медианный доход в 53 386 долларов США в год против 31 041 доллара среднегодового дохода у женщин. В 2014 году медианный доход на семью оценивался в 63 943 $, на домашнее хозяйство — в 57 533 $. Доход на душу населения — 23 804 $. 12,1 % от всего числа семей в Ли и 15,0 % от всей численности населения находилось на момент переписи за чертой бедности.